# Schloss Hořovice

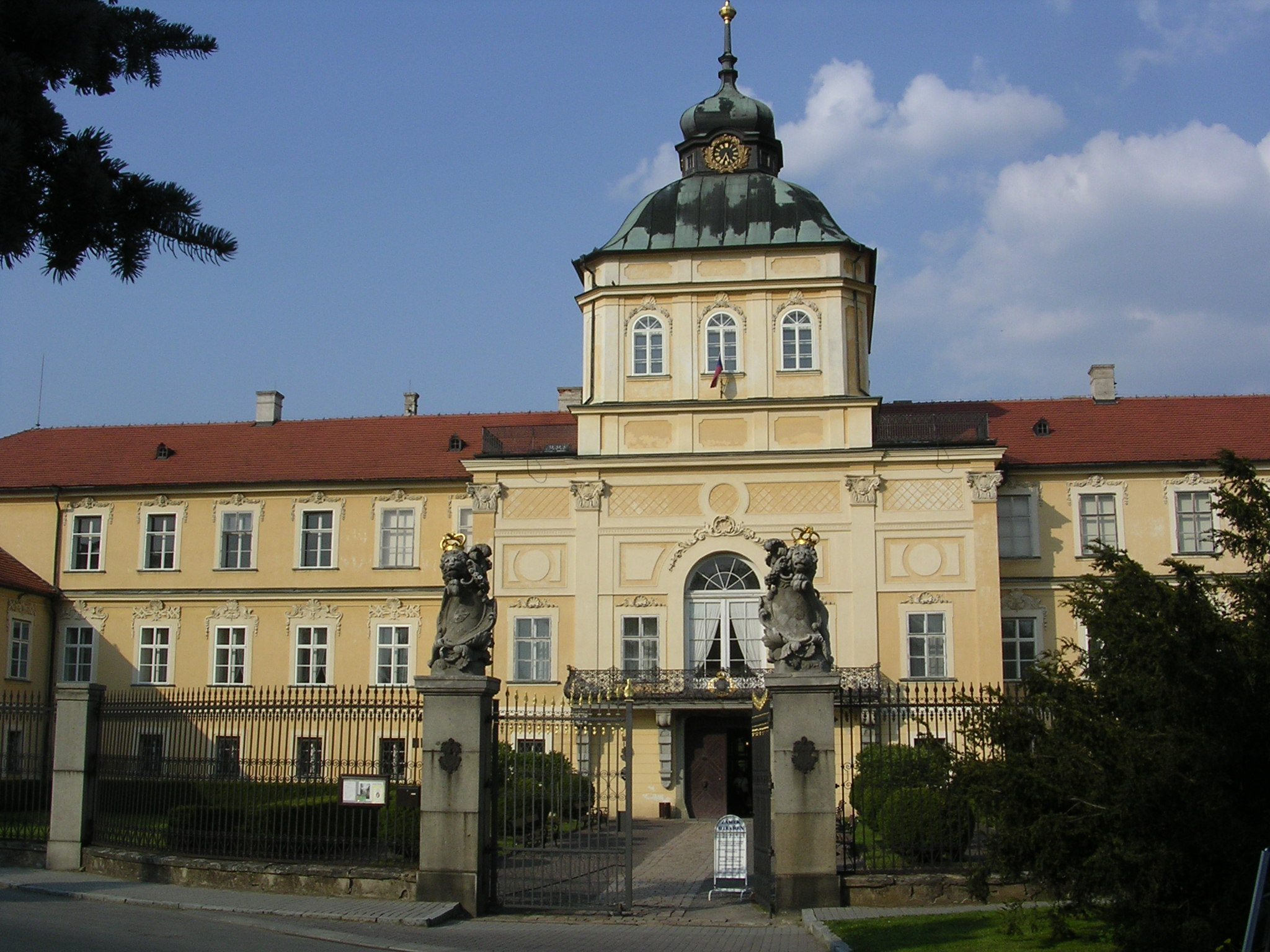
Schloss Hořovice

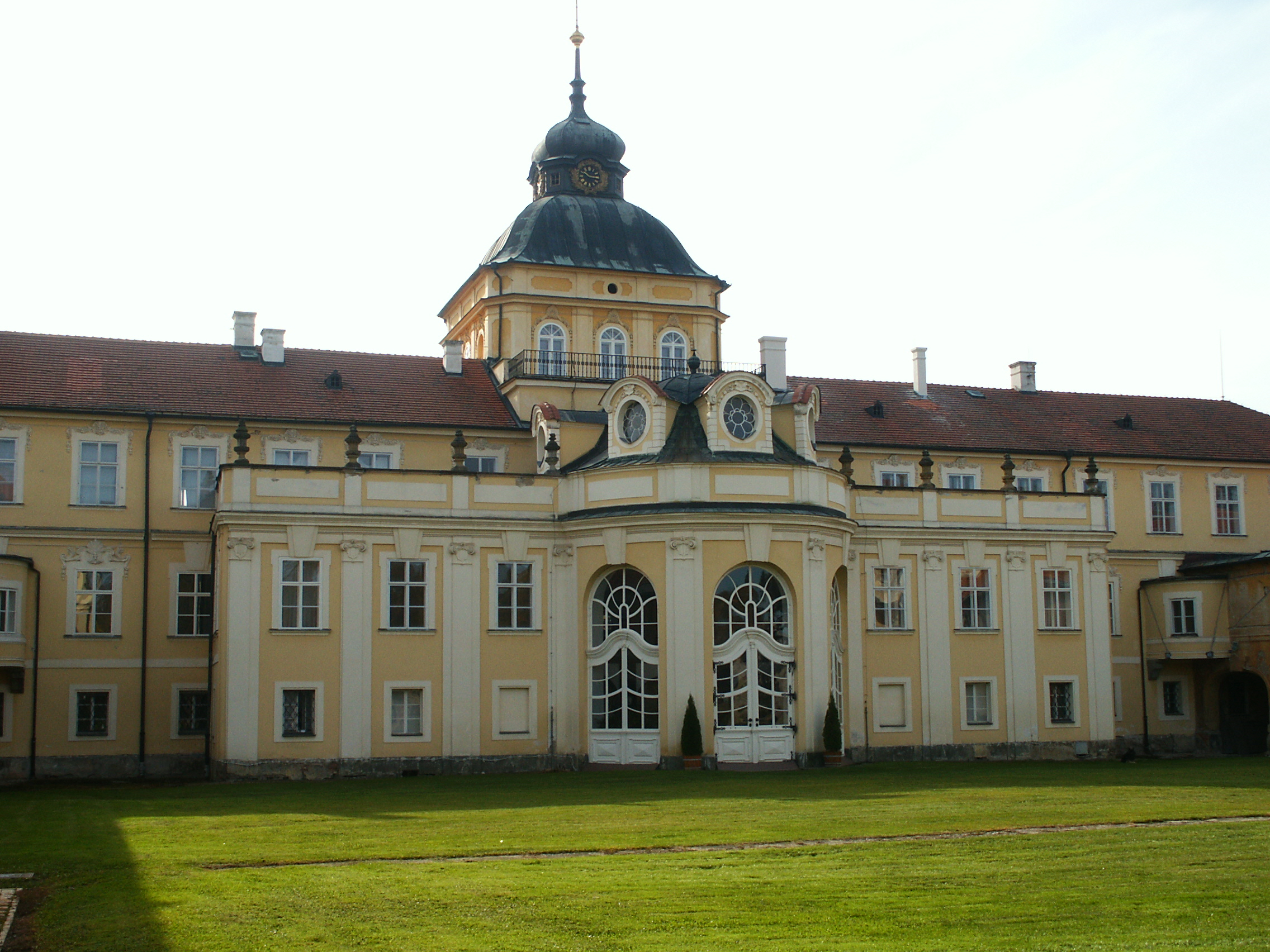
Rückansicht

Schloss Hořovice (deutsch Schloss Horschowitz) liegt in Hořovice im Okres Beroun in Tschechien.
Das Schloss entstand in zwei Etappen. In der ersten Hälfte des 19. Jahrhunderts ließ es der letzte hessische Kurfürst Friedrich Wilhelm I. nach Plänen des Kasseler Architekten Gottlob Engelhard radikal umbauen und aufstocken. Seine endgültige Gestalt bekam das Schloss erst nach weiteren Bauveränderungen Anfang des 20. Jahrhunderts. Umgestaltung im Inneren Anfang der 1920er Jahre nach Plänen des Architekten Ernst Haiger. Die Inneneinrichtung hat überwiegend spätklassizistischen Charakter. 
Das Schloss diente bis zum Ende des Zweiten Weltkriegs der Familie von Hanau als Wohnsitz. Sie sind Nachkommen Friedrich Wilhelms I. aus seiner morganatischen Ehe mit Gertrude Lehmann, spätere Fürstin von Hanau.